# 賴賜淳
賴賜淳 KC（1952/1953年—），加拿大政治人物，2005年至2024年間以卑詩新民主黨黨員身份擔任卑詩省議會素里惠利選區議員，期間曾在省長賀謹和尹大衛內閣中出任數項廳長職位。

## 生平
賴賜淳生於卑詩省維多利亞，長於溫哥華。他從卑詩大學取得歷史和法律學位，並從劍橋大學取得歷史學位。他於1982年取得卑詩省執業律師資格，1990年起居於素里，並於當地營運律師事務所。他從1988年至1993年任職素里市議員，1995年至2006年出任溫市信貸董事會成員，1996年至2001年間則任卑詩新民主黨主席。
2001年卑詩省省選，他代表新民主黨競逐省議會素里全景嶺選區議席，然而當時新民主黨民望低落，他遂大幅落後自由黨候選人高志華而告敗選。2005年省選他改為競逐素里惠利選區議席，並以55%得票率當選，首度出任省議員。2009年省選他以66.5%得票率連任該區省議員，再於2013年省選在該選區連任。他於2014年3月接替賀謹出任省議會反對黨首席議員，以讓賀謹競逐該黨黨魁職務。
賴賜淳於2017年省選連任省議員，而新民主黨則在卑詩綠黨支持下籌組少數政府。賴賜淳獲新任省長賀謹委任入閣為省就業、貿易及科技廳長，同年7月18日宣誓就任。賀謹於2020年1月微調內閣，賴賜淳接替穆明雪出任能源、礦業及石油資源廳長。
2020年省選新民主黨贏取多數政府，連任議員的賴賜淳內閣職銜改為能源、礦業及低碳創新科技廳長，並兼任專責卑詩省領事團廳長，同年12月成為御用大律師。他於2022年12月7日在新任省長尹大衛內閣中調任林木廳長，並保留專責卑詩省領事團廳長職務。2024年7月他宣布不會在同年省選中競逐連任，省議員任期屆滿時卸任。

## 外部連結
- 维基共享资源上的相關多媒體資源：賴賜淳
- （英文）卑詩新民主黨網站 賴賜淳分頁 （页面存档备份，存于）
- （英文）卑詩省議會網站 賴賜淳議員簡介 （页面存档备份，存于）